# Timo Lassy
Timo Lassy (* 1974 in Helsinki) ist ein finnischer Jazzmusiker (Tenor- und Baritonsaxophon, Flöte, Komposition). Die Sunday Times wertete sein Quintett als „eine der schärfsten Bands Europas“, der Down Beat ihn selbst als „Rising Star“.

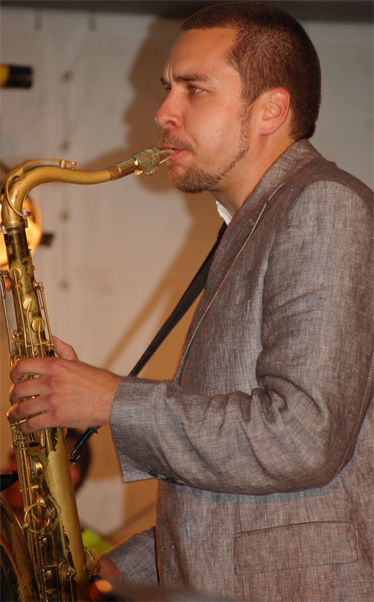
Timo Lassy (2007)

## Leben und Wirken
Lassy verbrachte seine Kindheit in Vantaa. Er begann mit etwa sechs Jahren, Klavier zu spielen und erhielt klassischen Klavierunterricht. Als Jugendlicher wechselte er zum Saxophon und spielte im schulischen Musikensemble. Lassy studierte bis 2005 an der Jazz-Abteilung der Sibelius-Akademie (und als Austauschstudent in Amsterdam).
2000 gründete er die U-Street All Stars, mit denen er die Alben Helsinki Sessions (2002) und Bowling (2004) veröffentlichte. Im studentischen Five Corners Quintet, in dem er seit 2003 als Saxophonist wirkte, wurde Hardbop und Soul Jazz mit der elektronischen Musik der Clubkultur gemischt. Diesen Ansatz übernahm er 2005 in sein eigenes Quintett. Nach zwei Singles veröffentlichte er 2007 das Album The Soul & Jazz of Timo Lassy, an dem die Trompeter Jukka Eskola und Mikko Mustonen, der Pianist Georgios Kontrafouris, der Bassist Antti Lötjönen und der Schlagzeuger Teppo Mäkynen beteiligt waren. Mit dieser Band legte er bis 2018 fünf weitere erfolgreiche Alben vor. Neben seinem eigenen Quintett, das auch mit José James und  Ed Motta arbeitete, spielte Lassy in der Teddy Rok Seven, im Jukka Eskola Quintet, bei Jimi Tenor, Mikko Innasen Innkvisition und mit Nicola Conte.
2021 legte er mit dem Schlagzeuger Teppo Mäkynen das Album Live Recordings 2019-2020 (We Jazz) vor, gefolgt von Trio, mit Valtteri Laurell Pöyhönen, Tuomo Prättälä und dem Budapest Art Orchestra. 2025 erschien Live in Helsinki (We Jazz).